# فيرنون بورتون
فيرنون بورتون (بالإنجليزية: Vernon Burton)‏ هو أكاديمي أمريكي، ولد في 15 أبريل 1947.